# 建安縣 (唐朝)
建安縣是唐代牂州所屬的一個縣。隋開皇初置牂柯縣。武德二年更名建安縣。其轄地在今貴州省西部一帶地方，是唐代招撫當地土著所設置的州縣，一般由其頭人任縣官。